# 今庄町

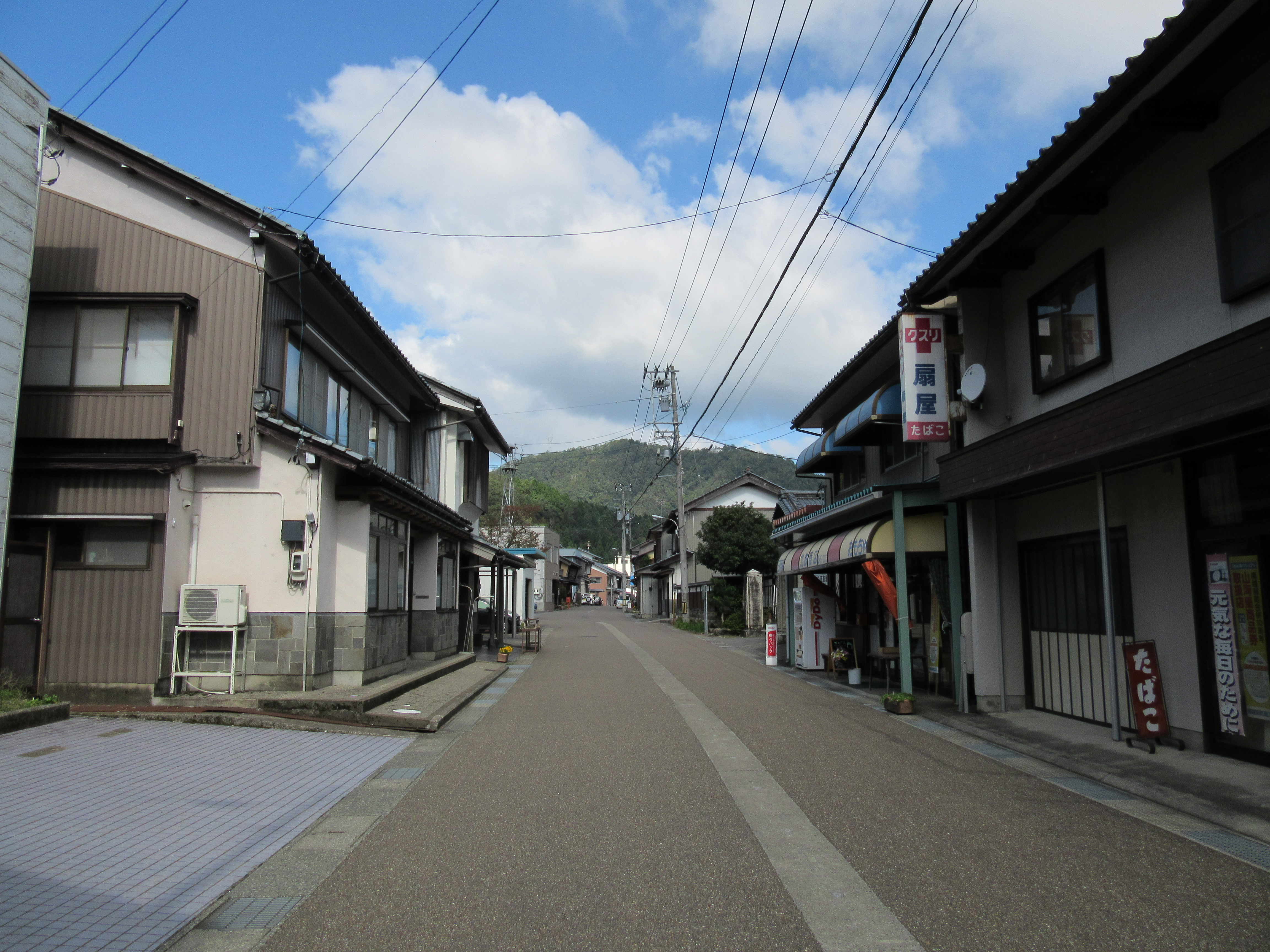
今庄の街並み

今庄町（いまじょうちょう）は、かつて福井県南条郡に属していた町。
2005年（平成17年）1月1日、南条郡南条町・河野村と合併して南越前町が発足し、今庄町は廃止された。

## 地理
日野川の最上流部にあたり、流域には広野ダム、桝谷ダム、夜叉ヶ池がある。
大野市、和泉村、福井市、勝山市、敦賀市に次いで、福井県で6番目に広い面積を持つ自治体だった。

## 歴史
- 1955年（昭和30年）4月1日 - 南条郡今庄村、堺村、宅良村及び湯尾村が合併して、南条郡今庄町が発足する。
- 2005年（平成17年）1月1日 - 南条郡南条町、今庄町及び河野村が合併して、南条郡南越前町が発足する。

## 行政
- 合併時の町長：西村由夫

## 経済
- 畠山酒造
- 堀口酒造

## 教育

### 小学校
- 今庄町立今庄小学校
- 今庄町立湯尾小学校

### 中学校
- 今庄町立今庄中学校

## 交通

### 鉄道
- 北陸本線(現ハピラインふくい線):南今庄駅・今庄駅・湯尾駅
  - 北陸トンネルの区間を町内に含む

### 道路
南北方向に北陸本線（北陸トンネル）と国道365号が貫通している。また、敦賀市とは北陸自動車道と国道476号木ノ芽峠トンネルが通じている。北陸自動車道には今庄インターチェンジが設置されている。
- 北陸自動車道
- 国道8号

いずれも敦賀トンネルの区間を町内に含む
- 国道365号
- 国道476号

## 名所・旧跡・観光スポット
- 杣山城跡 - 国指定史跡。
- 白鬚神社
- 新羅神社
- 願満寺
- 西念寺
- 正龍寺
- 福厳寺
- 棟岳寺
- 善勝寺
- 嘉祥院
- 今庄宿
  - 京藤甚五郎家	- 福井県指定文化財。国の重要文化財への指定が答申されている（官報告示を経て正式指定となる）[1]。
  - 旧旅籠若狭屋 - 登録有形文化財。
  - 明治殿 - 登録有形文化財。今庄宿本陣跡に建つ。
  - 昭和会館 - 登録有形文化財。
- 旧増尾家住宅 - 登録有形文化財。
- 今庄365スキー場
- 夜叉ヶ池
- 木ノ芽峠
- 羽根曽踊 - 福井県指定無形民俗文化財。

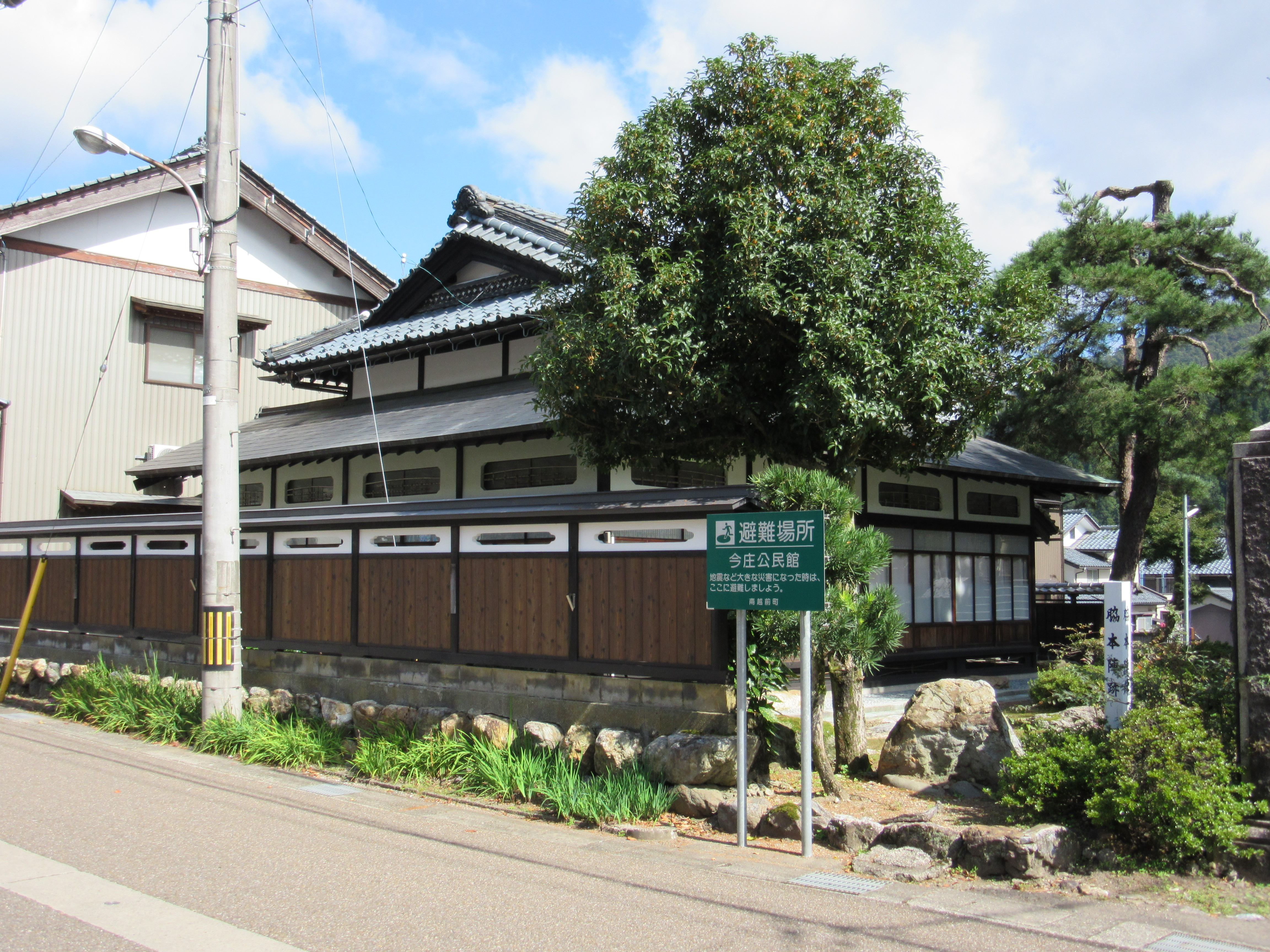
今庄宿脇本陣
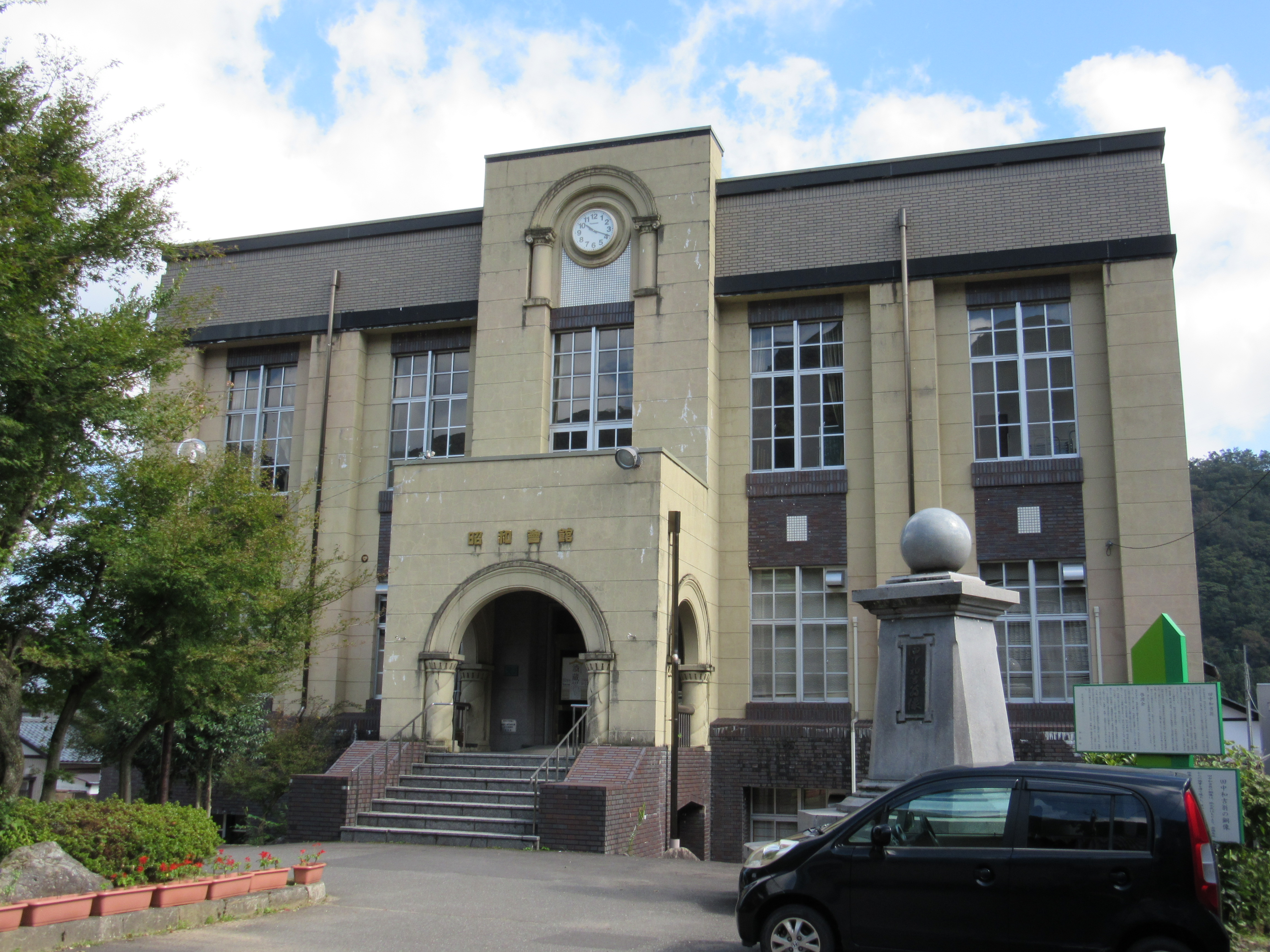
今庄公民館（昭和会館）
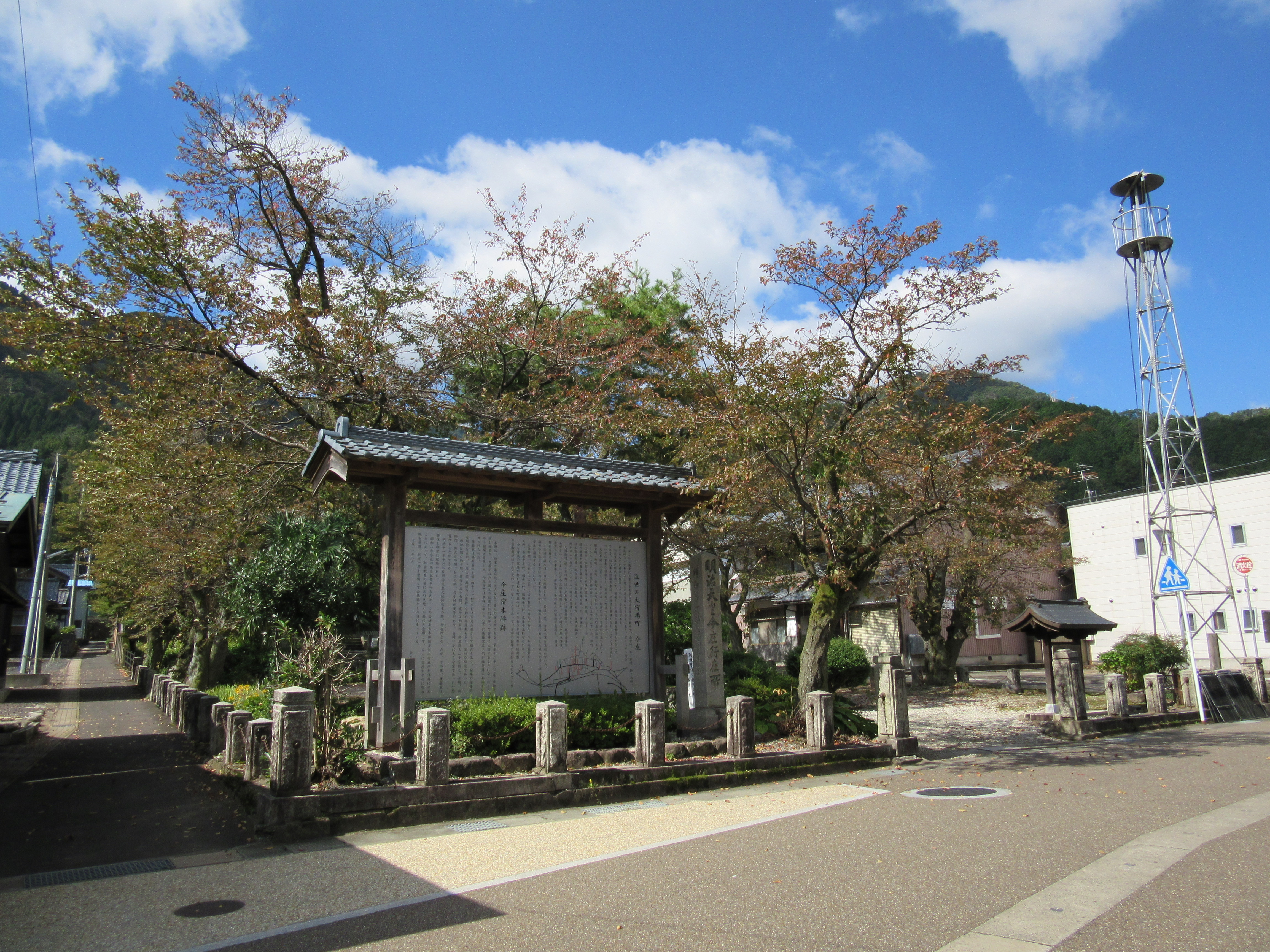
今庄宿旧本陣跡

## 著名な出身者
- 中山光輝（財務官僚、金融官僚）